# Martham
Martham est une paroisse civile et un village du Norfolk, en Angleterre.